# Calp
Die Kleinstadt Calp (valencianisch; bis 1. September 2009 auch spanisch Calpe) befindet sich an der Ostküste Spaniens, zwischen Valencia und Alicante an der Costa Blanca. Der Ort ist ein sehr beliebtes Touristenziel, und viele Deutsche, Briten, Schweizer und andere Ausländer verbringen hier ihren Lebensabend. Im Juli und August wird die Stadt gar durch bis zu 200.000 Menschen bevölkert. In Strandnähe entstehen sehr viele Hochhäuser, die aber – außer im Sommer – fast nicht bewohnt sind. Der Bauboom erinnert stark an Benidorm. Es existieren mehr als 60 Siedlungen rund um die Altstadt und die Strände von Calp, bekannte hierfür sind u. a. Maryvilla, Canuta (beide südwestlich der Altstadt), Tossal de Cometa, Gran Sol und Ortembach (alle drei nördlich des Salzsees).

## Topografie und Siedlungsstruktur

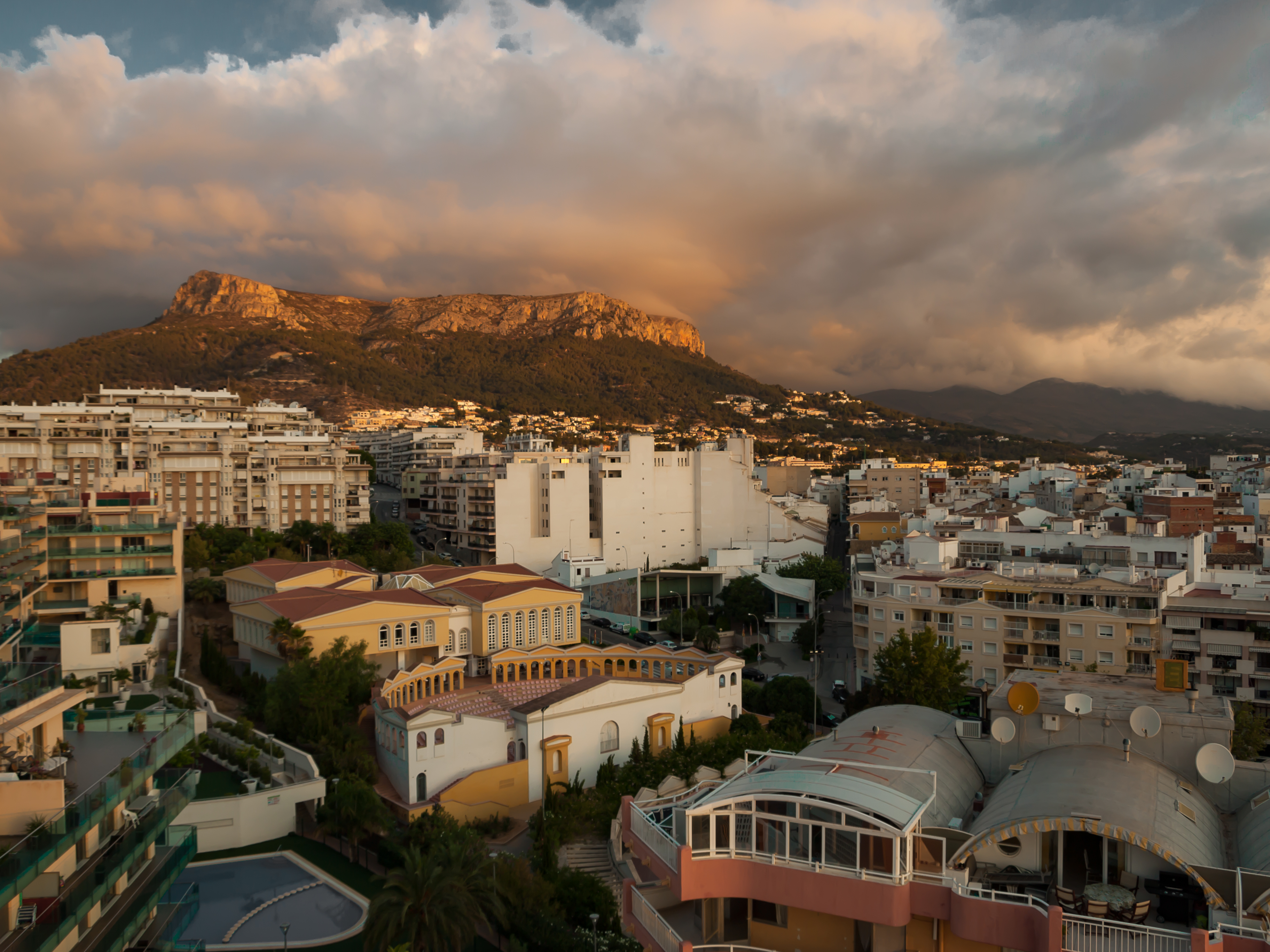
Calp mit der Serra d’Olta im Hintergrund

Auf dem Gemeindegebiet von Calp läuft die Küstenlinie des Mittelmeers zunächst von Norden in annähernd Nord-Süd-Richtung bis zum 327 Meter hohen Penyal d’Ifac (spanisch: Peñón de Ifach), der ein Kap bildet. Im Westen schließt sich daran die etwa 3,5 Kilometer breite, sanft geschwungene Bucht von Calp an. Deren Abschluss bildet im Westen die Felsspitze Morro de Toix, die zu der bis zu 338 Meter hohen Serra de Toix gehört, an deren Nordosthang die Ferienhaussiedlung (urbanización) Maryvilla liegt und die nach Südwesten steil ins Meer abfällt. Nordwestlich davon liegt die steile Schlucht von El Mascarat und dahinter verläuft die Gemeindegrenze zu Altea entlang der südlichen Ausläufer der Serra de Bernia (bis zu 429 Meter hoch). Danach verläuft die Gemeindegrenze (jetzt zur Nachbargemeinde Benissa) Richtung Nordosten durch die Serra d’Olta, in der mit 538 Metern etwa zwei Kilometer von der Küste entfernt der höchste Punkt des Gemeindegebietes liegt. Östlich der Serra d’Olta läuft die Grenze in annähernder Nordost-Richtung durch ein Hügelland mit Anhöhen bis zu 200 Metern, um schließlich nach Süden abzuknicken, wo sie bei Les Bassetes wieder auf die Küste stößt.
Die Altstadt von Calp liegt auf einem 50 Meter hohen Hügel ca. 2,5 Kilometer westlich des Penyal d’Ifac etwa einen halben Kilometer von der Küste entfernt. Die Küste von dort bis zum Penyal d’Ifac wird durch Hochhäuser (Hotels und Ferienwohnungen) geprägt, ebenso wie der Küstenabschnitt nördlich des Penyal auf einer Länge von etwa einem Kilometer. Weite Teile der Hügel des Hinterlands werden von urbanizaciones eingenommen. Insgesamt sind ca. 11 km² und damit etwa die Hälfte des Gemeindegebiets Siedlungs- und Verkehrsfläche. Calpe ist wegen diesen Eigenschaften ein beliebtes Touristenziel.

## Name und Etymologie
Der Herkunft des Namens Calp ist ungeklärt. Der antike, griechische Geschichtsschreiber Strabon verschriftlicht den Ortsnamen als Κάλπη (Kálpe). Nach einer Theorie soll er sich aus der Ähnlichkeit des Penyal d’Ifac mit dem Felsen von Gibraltar ableiten, der seinen heutigen Namen erst seit der maurischen Zeit trägt und vorher in römischer Zeit den Namen Mons Calpe (eine der Säulen des Herakles) trug.

Bis 1991 trug die Gemeinde die spanische Bezeichnung Calpe. 1991 wurde diese durch die spanisch-valencianische doppelsprachige Bezeichnung Calpe/Calp ersetzt. 2009 wurde die valencianische Form des Namens (Calp) die offizielle Bezeichnung. Am 11. Januar 2021 beschloss der Stadtrat ein Verfahren über die Rückkehr zur doppelsprachigen Bezeichnung (Calp/Calpe) einzuleiten. Die Entscheidung hierüber trifft die Regionalregierung.

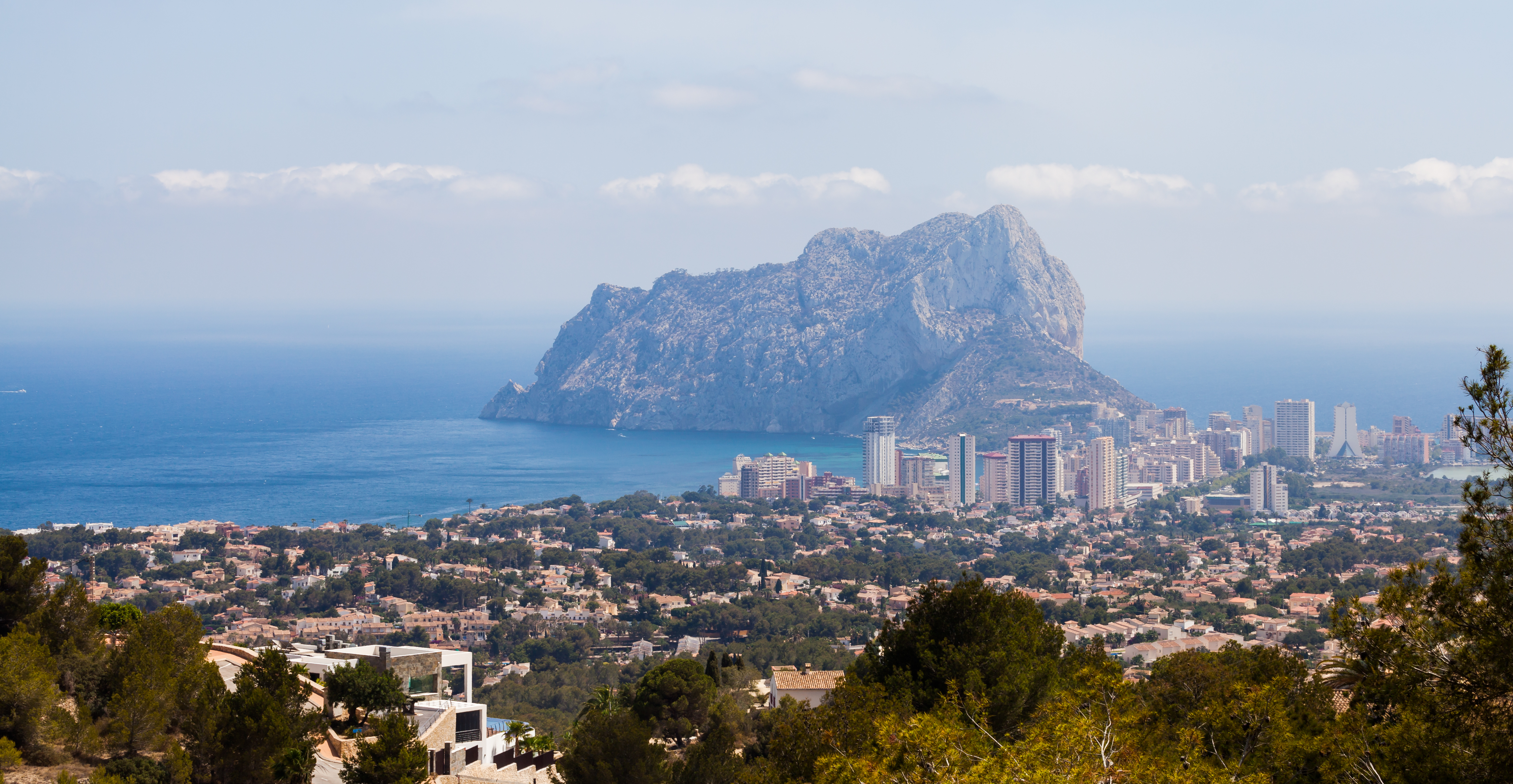
Penyal d’Ifac

## Geschichte

### Frühgeschichte und Antike
Die frühesten archäologischen Funde weisen auf eine Besiedlung durch Menschen, die der Kultur der „Valencianischen Bronzezeit“ (bronce valenciano) zuzuordnen sind, hin (ca. 1.500 v. Chr.). Für die Zeit vom 5. bis 1. Jh. v. Chr. sind vier Siedlungen der Iberer belegt: eine am Hang der Serra d’Olta, eine am Hang der Serra de Toix, eine auf dem Gebiet der heutigen urbanización L’Empedrola und eine am Nordhang des Penyal d’Ifac. Funde belegen, dass es kommerziellen Austausch mit Phöniziern und Griechen gab. Die Stelle eignete sich besonders für das Anlanden von Booten, da der Penyal je nach Windrichtung entweder an der nördlich gelegenen Playa de la Fosa oder auf seiner Westseite Schutz bietet.
Mit dem Zweiten Punischen Krieg kam auch das Gebiet von Calp unter römische Herrschaft. Die Römer gründeten westlich unterhalb des Penyal d’Ifac eine Siedlung (vicus). Sie umfasste mehrere große Gebäude, eine Therme und unmittelbar an der Küste Becken zur Fischzucht. Diese Siedlung bzw. die archäologische Ausgrabungsstätte ist heute als Baños de la Reina bekannt. Wahrscheinlich betrieben an der Stelle des heutigen Salzsees auch die Römer schon Salinen zur Salzgewinnung, um Fisch einsalzen und garum herstellen zu können. Die in den Baños de la Reina ausgegrabenen Gebäudereste lassen auf einen Bestand der Siedlung mindestens seit dem ersten nachchristlichen Jahrhundert schließen. Da das Gebiet von Calp abseits der ab Valencia im Landesinnern verlaufenden Via Augusta lag, war der Seeweg weiterhin von großer Bedeutung.

### Mittelalter
Mit dem Ende des Weströmischen Reiches kam das Gebiet zunächst wie der größte Teil der Iberischen Halbinsel unter westgotische Herrschaft. Im Bemühen die Westprovinzen zurückzugewinnen, brachte Ostrom ab Mitte des 6. Jh. einen Küstenstreifen entlang des Mittelmeers unter seine Herrschaft. Zu dieser byzantinischen Provincia Spaniae gehörte auch das Gebiet von Calp. Am Nordhang des Penyal d'Ifach wurden die Fundamente eines byzantinischen Wachturms gefunden. Es handelte sich nur um eine kurze Episode, denn schon Anfang des 7. Jh. konnten die Westgoten die Provincia Spaniae wieder zurückgewinnen.

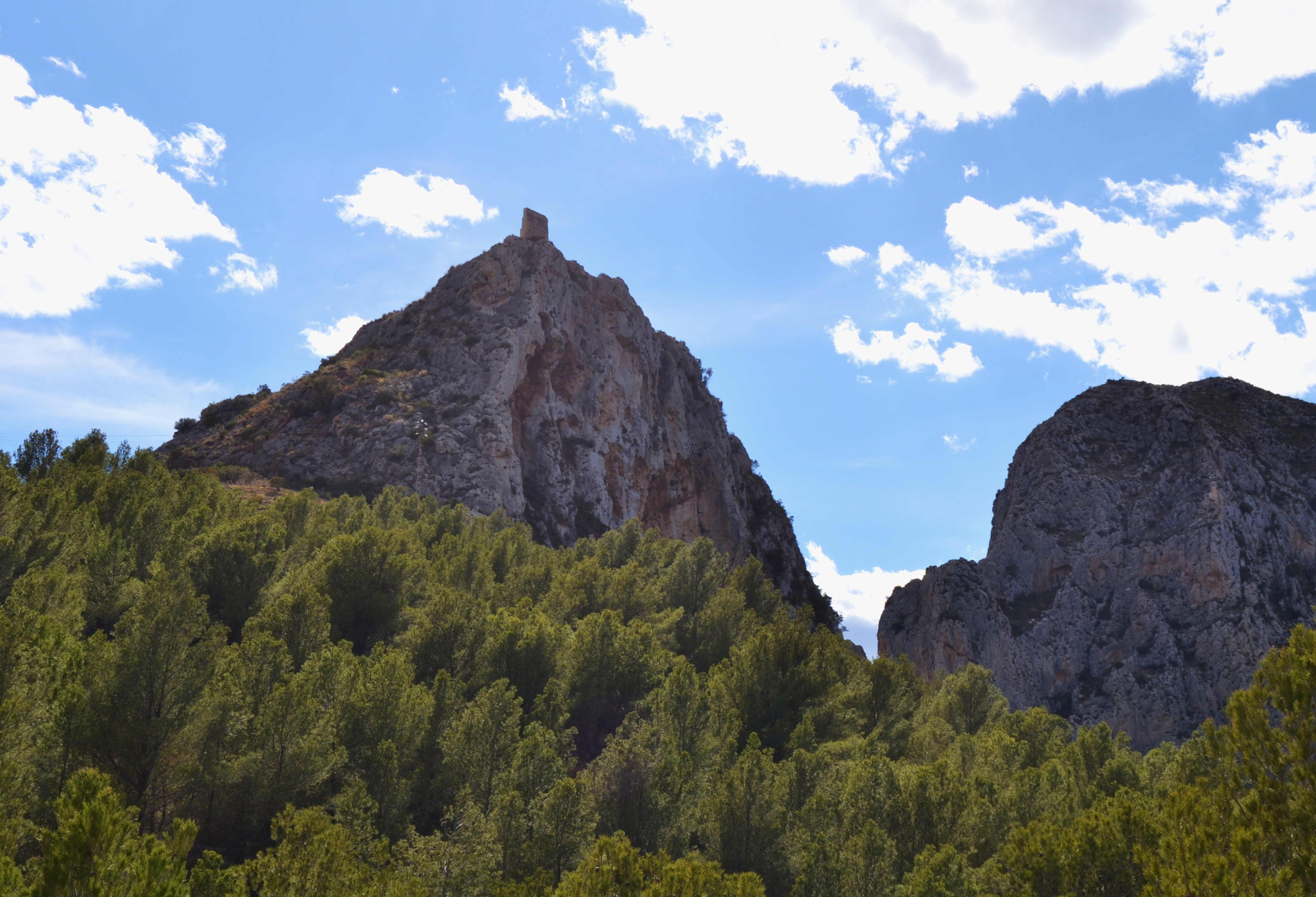
Die Reste des Castellet de Calp über der Mascarat-Schlucht.

713 fiel die Levante und damit auch das Gebiet von Calp an die Mauren und wurde damit Teil von al-Andalus. Nach dem Zerfall des Kalifats von Córdoba wurde das Gebiet Teil der Taifa von Denia (1010–1076), die dann von der Taifa von Saragossa erobert wurde, bevor es 1090 wie praktisch ganz al-Andalus an die Almoraviden und danach an die Almohaden fiel. Während dieser Zeit der muslimischen Herrschaft befand sich über der Schlucht von El Mascarat an der Stelle, wo heute noch die Überreste eines später errichteten Wachturms stehen (Castellet de Calp), ein Hisn. Ein Hisn war eine Burg, die gleichzeitig als Verwaltungssitz des umgebenden Bezirks fungierte. Zum Hisn von Calp gehörten u. a. das Gebiet der heutigen Gemeinden Calp, Benissa und Teulada. Auf dem Gebiet der heutigen Altstadt von Calp befand sich wohl eine kleinere ländliche Siedlung (alquería).
Während der dritten Phase (1242–1245) der Eroberung der Levante fiel auch das Gebiet von Calp an die christliche Krone von Aragón und wurde Teil des Königreichs Valencia.
Auf königlichen Befehl ließ Roger de Llúria ab 1289 am Nordhang des Penyal d’Ifac zur Sicherung der Küste eine von Mauern umgebene Siedlung errichten. Diese neue Siedlung (Pobla d’Ifac) umfasste eine Fläche von ca. 40.000 m² und die sie umgebenden Mauern hatten eine Gesamtlänge von ca. 800 Metern. Sie war damit wesentlich bedeutender als die kleine Siedlung auf dem Gebiet der heutigen Altstadt. Allerdings wurde die Pobla d’Ifac schon 1359 im Krieg zwischen Kastilien und Aragón beim Angriff einer kastilisch-genuesischen Flotte unter Egidio Boccanegra durch Geschosse stark beschädigt.

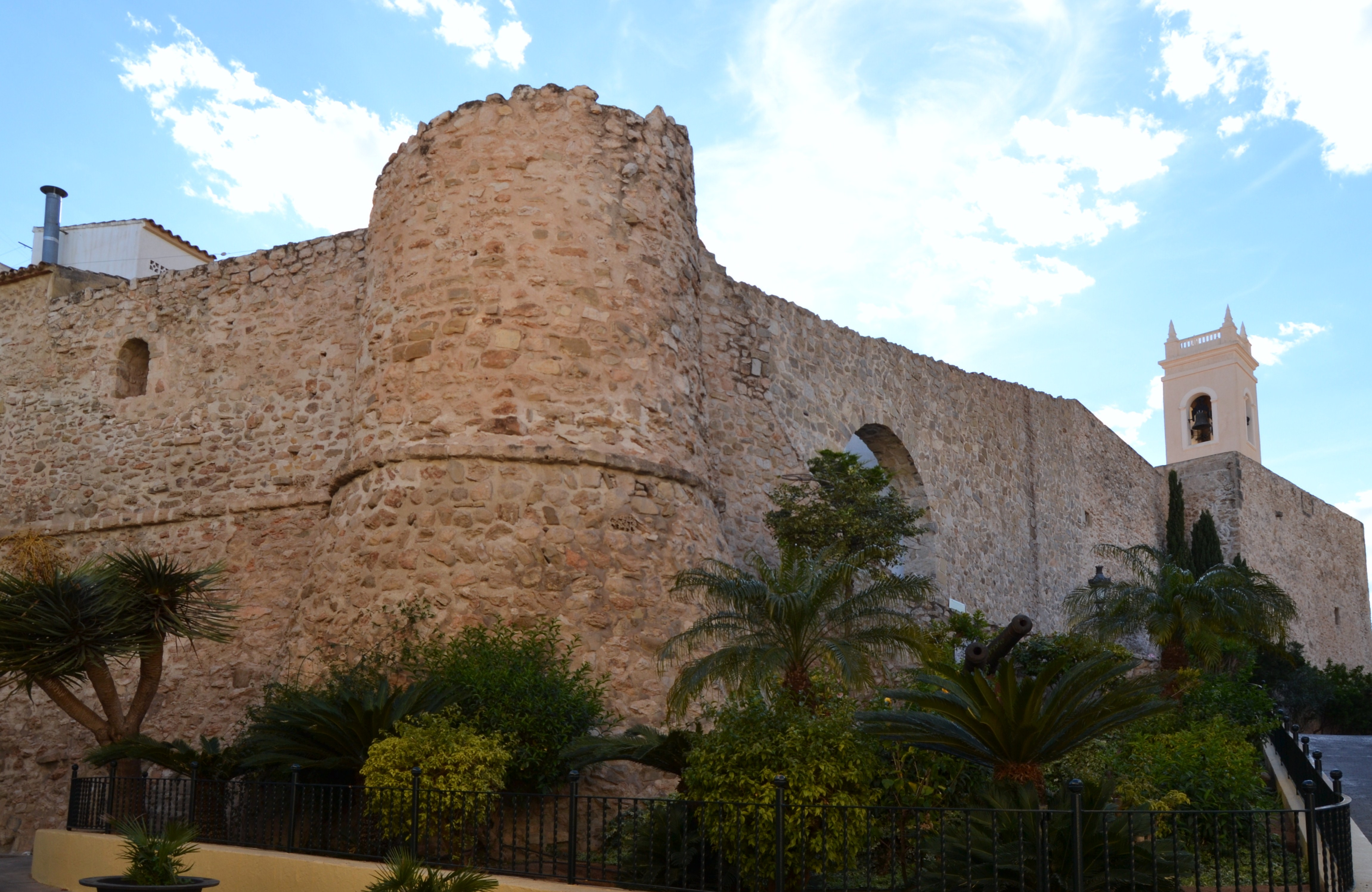
Die mittelalterliche Stadtmauer mit dem Turm der alten Pfarrkirche.

Dies führte dazu, dass viele Bewohner die Siedlung am Penyal d’Ifac verließen und sich in Benissa, Teulada oder Calp, das sich wegen der größeren Entfernung zum Meer als sicherer erwiesen hatte, niederließen. Die Pobla d’Ifac verfiel. 1418 ordnete Alfons der Jüngere, Herzog von Gandía, die Wiederbesiedlung und -befestigung der Pobla d’Ifac an. Den Calpinern gelang es jedoch ihn davon zu überzeugen, das Projekt aufzugeben und die dafür vorgesehenen Mittel stattdessen zur Verbesserung der Befestigungen ihres Orts zu verwenden.
Die mittelalterlichen Stadtmauern von Calp hatten eine Länge von ca. 200 Metern und umfassten im heutigen Stadtbild das Gebiet der Plaza de la Villa und der sie umgebenden Häuser. Der nordwestliche Abschnitt der Mauern ist noch vorhanden bzw. restauriert. Die nördliche Ecke der Befestigungsanlage bildete die ebenfalls noch vorhandene alte Pfarrkirche (heute eine Seitenkapelle der modernen Pfarrkirche), die als Wehrkirche fungierte. Die wachsende Bevölkerungszahl führte dazu, dass sich mit der Zeit vor den Mauern kleine Vorstädte (arrabales) bildeten.

### Neuzeit

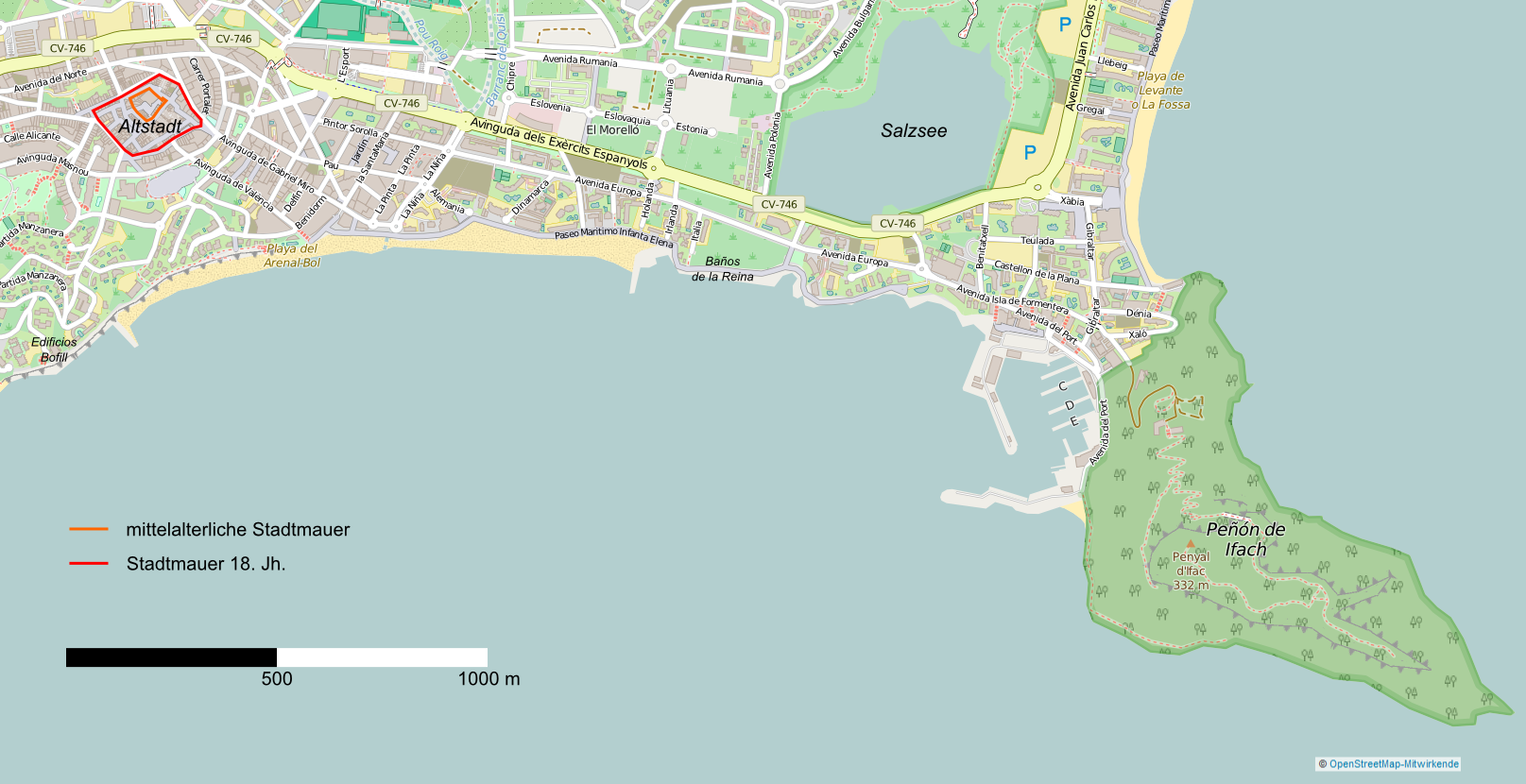
Das Stadtgebiet zwischen dem Penyal d’Ifac und der Altstadt mit dem Verlauf der Stadtmauern

Vom Ende des 15. Jahrhunderts bis ins 18. Jahrhundert waren die Überfälle der Barbaresken-Korsaren eine ständige Bedrohung für die alicantinische Küste und auch Calp wurde mehrfach angegriffen. Zur Warnung vor sich nähernden Piraten existierte ein Wachposten am Penyal d’Ifac und ein Wachturm über der Mascarat-Schlucht (Castellet de Calp).
Im August 1637 kam es zum verheerendsten Angriff auf Calp. Die Korsaren plünderten die Stadt und verschleppten eine große Zahl von Einwohnern nach Algier, wo sie erst fünf Jahre später freigekauft werden konnten. Vor dem Angriff hatte Calp etwa 500 Einwohner, diese Zahl wurde erst ein Dreivierteljahrhundert später wieder erreicht.
Ein weiterer für die Geschichte der Stadt bedeutender Korsarenangriff ereignete sich am 22. Oktober 1744. Dieser konnte zwar mit Mühe abgewehrt werden, belegte aber die Unzulänglichkeit der noch aus dem Mittelalter stammenden Stadtbefestigung. Daraufhin wurde nach Plänen des Festungsbaumeisters Carlos Desnaux in den folgenden Jahren ein modernerer zweiter Mauerring mit Bollwerken errichtet, der auch die Vorstädte umfasste. Er schützte das gesamte Gebiet der heutigen Altstadt und sein Verlauf folgte in etwa den heutigen Straßen Avenida de Ifach, Carrer de la Justicia, Calle Libertad, Carrer de la Puríssima und Calle del Mar. Nach 1744 kam es zu keinen Korsaren-Überfällen mehr. Von diesem zweiten Mauerring sind keine Überreste erhalten.
Gegen Ende des Unabhängigkeitskriegs kam es 1813 zu zwei Versuchen kleinerer französischer Truppenkontingente, Calp zu erobern, die aber beide scheiterten.

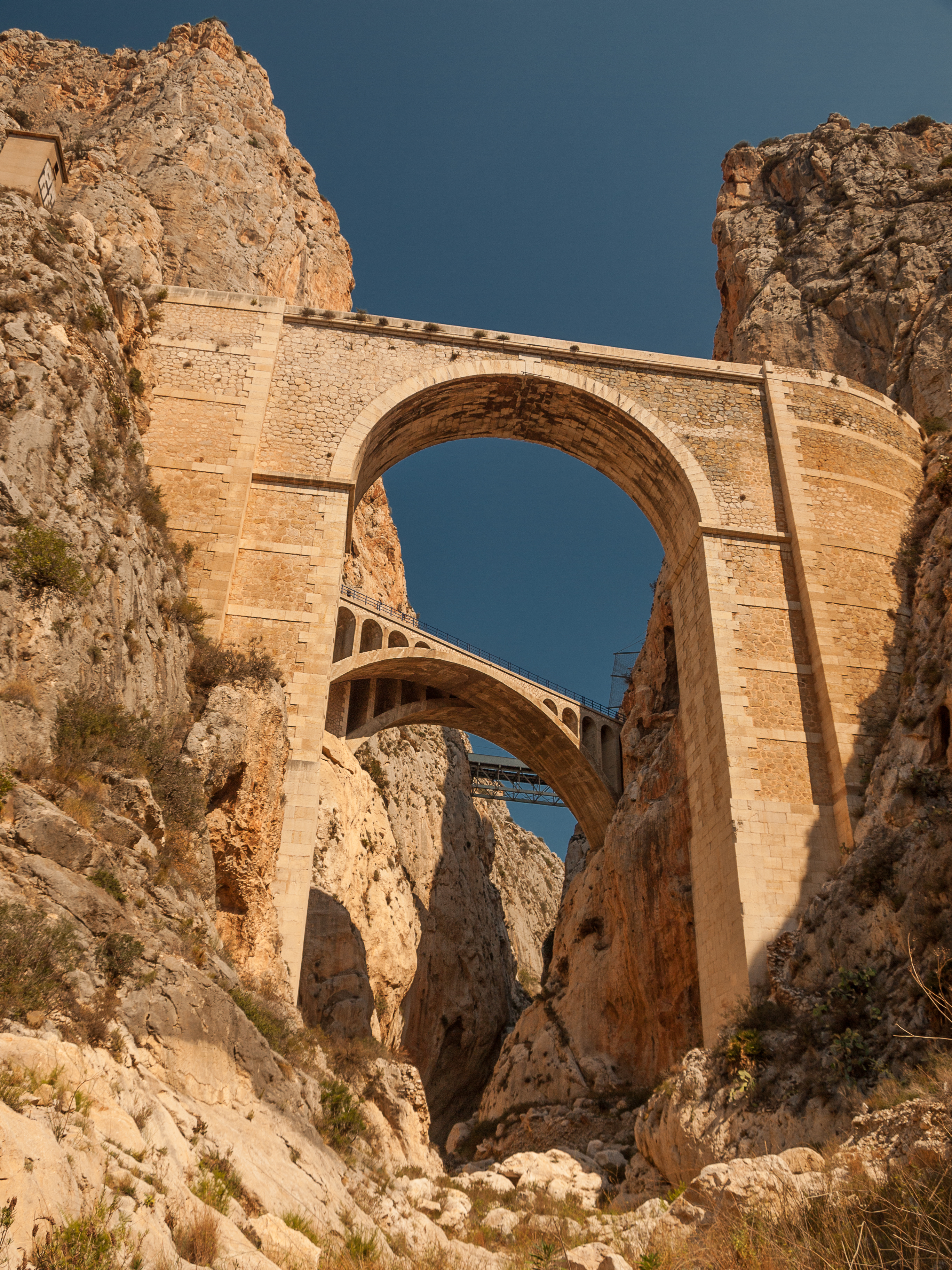
Die Brücken über die Schlucht von El Mascarat: alte Straßenbrücke (19. Jahrhunderts, vorne), neue Straßenbrücke (1967, Mitte) und Eisenbahnbrücke (1915, hinten).

Seit jeher stellte die Schlucht von El Mascarat ein Hindernis für den Landverkehr von Calp Richtung Altea dar, der nur über einen schmalen Pass möglich war. Dieses Problem wurde erst Ende des 19. Jh. mit dem Bau von drei Tunneln und der 60 Meter hohen Brücke über die Mascarat-Schlucht gelöst. Erst seitdem besteht eine sichere und zuverlässige Verbindung mit Altea und Alicante über den Landweg.
Große wirtschaftliche Bedeutung hatte in Calp wie in der gesamten Gegend der Marina Alta der Weinanbau und die Produktion von Rosinen. Als Anfang des 20. Jh. die Reblaus-Plage auch die Marina Alta erreichte, führte dies zu einem wirtschaftlichen Einbruch. Die Einwohnerzahl von Calp stagnierte über mehrere Jahrzehnte bei ca. 2.400. Ab 1920 führte die Unrentabilität der Fischerei in einem Ort wie Calp, der über keinen ausgebauten Hafen verfügte, sogar zu einem Bevölkerungsrückgang auf unter 2.000 Einwohner.

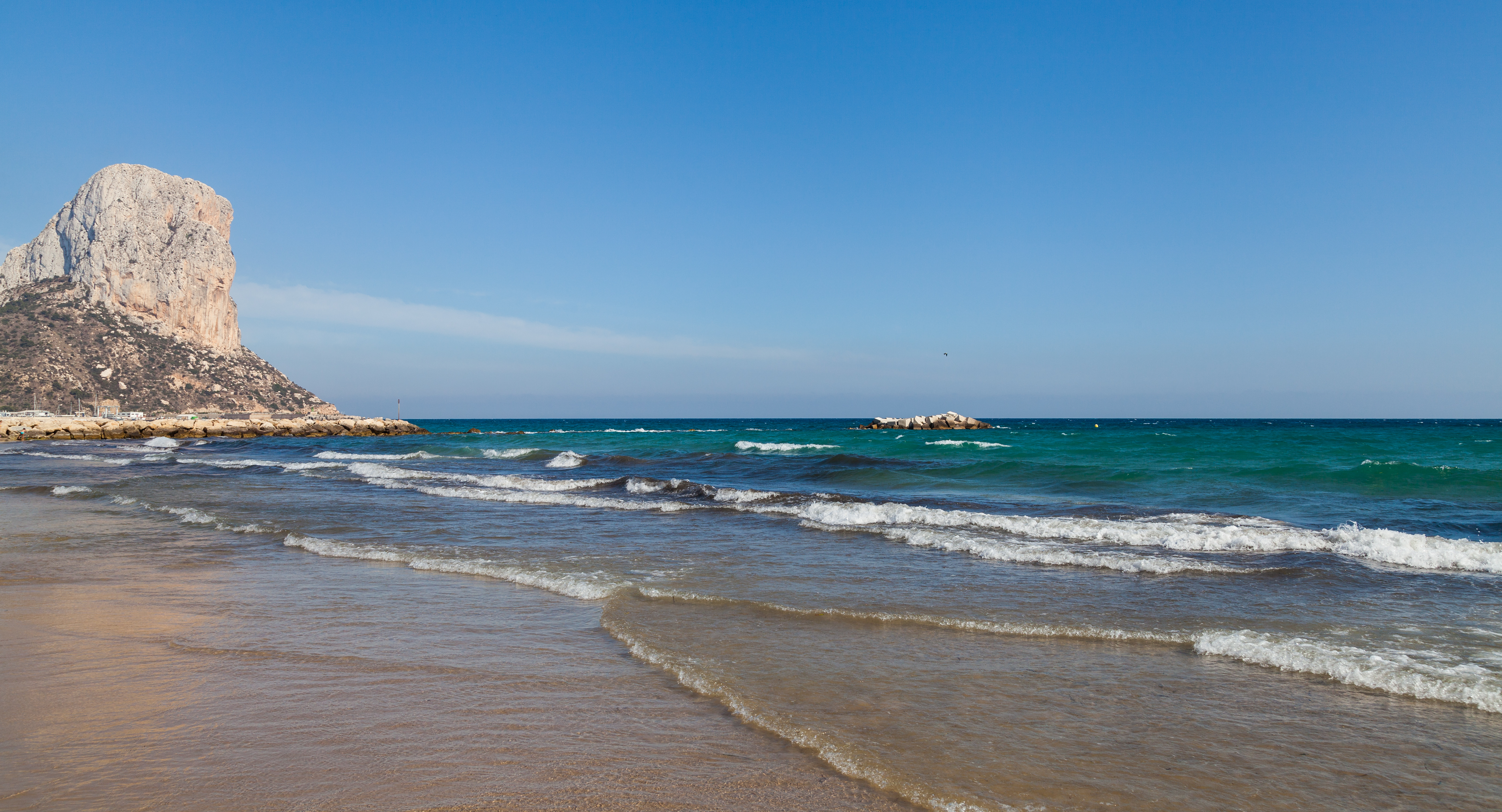
Strand von Calp

Schließlich begannen im Oktober 1936 die Arbeiten zur Anlegung eines Hafens, die aber 1938 aufgrund des Spanischen Bürgerkriegs zum Erliegen kamen. Fertiggestellt wurde der Hafen daraufhin erst 1957. Nach schweren Stürmen in den Jahren 1957 und 1958, die die Anlagen teilweise zerstörten, mussten die Molen verstärkt werden.
Im Zweiten Weltkrieg, in dem Spanien neutral blieb, wurde am 28. März 1943 etwa neun Seemeilen vor dem Penyal d’Ifac das deutsche Unterseeboot U 77 von britischen Flugzeugen versenkt. 38 Besatzungsmitglieder starben, neun wurden von Fischern aus Calp gerettet.
Erste Tourismusinfrastrukturen entstanden schon in den ersten Jahrzehnten des 20. Jh. Zu einer Bevölkerungsexplosion führte die Ausweitung des Tourismus aber erst seit den 70er Jahren. Es entstanden zahlreiche Ferienhaussiedlungen (urbanizaciones) an den Hängen und die Hochhausbebauung unmittelbar an den Hauptstränden Playa de Arenal-Bol und Playa de la Fosa. Der Bauboom hielt bis zur Wirtschaftskrise von 2008 an. Ab Mitte der 2010er Jahre setzte er mit Großprojekten wie dem 30-stöckigen Suitopia-Hotel neu ein.

## Bevölkerung
| Einwohnerzahl von Calp | Einwohnerzahl von Calp | Einwohnerzahl von Calp | Einwohnerzahl von Calp | Einwohnerzahl von Calp | Einwohnerzahl von Calp | Einwohnerzahl von Calp | Einwohnerzahl von Calp | Einwohnerzahl von Calp | Einwohnerzahl von Calp | Einwohnerzahl von Calp | Einwohnerzahl von Calp | Einwohnerzahl von Calp | Einwohnerzahl von Calp | Einwohnerzahl von Calp | Einwohnerzahl von Calp | Einwohnerzahl von Calp | Einwohnerzahl von Calp | Einwohnerzahl von Calp |
| Jahr                   | 1857                   | 1887                   | 1900                   | 1910                   | 1920                   | 1930                   | 1940                   | 1950                   | 1960                   | 1970                   | 1981                   | 1991                   | 2000                   | 2006                   | 2011                   | 2015                   | 2021                   |                        |
| ---------------------- | ---------------------- | ---------------------- | ---------------------- | ---------------------- | ---------------------- | ---------------------- | ---------------------- | ---------------------- | ---------------------- | ---------------------- | ---------------------- | ---------------------- | ---------------------- | ---------------------- | ---------------------- | ---------------------- | ---------------------- | ---------------------- |
| Bevölkerung            | 1.667                  | 2.008                  | 2.415                  | 2.306                  | 2.480                  | 2.241                  | 1.922                  | 1.970                  | 2.177                  | 3.399                  | 8.000                  | 10.962                 | 16.733                 | 26.382                 | 30.719                 | 21.540                 | 23.593                 |                        |

Die offizielle Einwohnerzahl zum 1. Januar 2015 lag bei 21.540. Hiervon waren 11.309 Spanier und 10.231 Ausländer. Die größten Ausländergruppen bildeten Briten (2.071), Rumänen (1.510) und Deutsche (1.138). Bei der Volkszählung 2021 waren 23.593 Einwohner gemeldet.
Im Vergleich zu den Einwohnerzahlen vor 2014 ist ein erheblicher Rückgang zu verzeichnen (Verlust von 8.000 Einwohnern in der Zeit von 2012 bis 2015). Dies beruht aber weniger auf einer tatsächlichen Veränderung der Verhältnisse, sondern auf einer die Ausländer betreffenden Bereinigung der Einwohnerregister. So lag die offizielle Einwohnerzahl zum 1. Januar 2013 bei 29.442, davon 11.179 Spanier (also weniger als 2015) und 18.263 Ausländer (also 8.000 mehr als 2015). 2022 lag der Anteil ausländischer Bevölkerung bei 49,1 %. Davon entfiel der größte Teil auf Briten, gefolgt von Rumänen und Deutschen.
| Herkunftsland          | Zahl  | %      |
| ---------------------- | ----- | ------ |
| Vereinigtes Königreich | 1.711 | 14,4 % |
| Rumänien               | 1.296 | 10,9 % |
| Deutschland            | 1.052 | 8,9 %  |
| Marokko                | 789   | 6,7 %  |
| Russland               | 766   | 6,6 %  |
| Kolumbien              | 724   | 6,1 %  |
| Frankreich             | 464   | 3,9 %  |
| Ukraine                | 342   | 2,9 %  |
| Italien                | 338   | 2,9 %  |
| Senegal                | 259   | 2,2 %  |
| China                  | 206   | 1,7 %  |
| Bulgarien              | 167   | 1,4 %  |
| Polen                  | 166   | 1,4 %  |

## Politik
Die Wahl zum Stadtrat vom 28. Mai 2023 hatte das folgende Ergebnis:
| Partei                                   | Stimmen | Stimmenanteil | Sitze |
| ---------------------------------------- | ------- | ------------- | ----- |
| Partido Popular (PP)                     | 2.262   | 31,2 %        | 8     |
| Somos Calpe                              | 1.844   | 25,4 %        | 6     |
| Partido Socialista Obrero Español (PSOE) | 1.115   | 15,4 %        | 3     |
| Compromís                                | 810     | 11,2 %        | 2     |
| Defendamos Calp                          | 659     | 9,0 %         | 2     |
| VOX                                      | 263     | 3,6 %         | 0     |
| Ciudadanos                               | 188     | 2,6 %         | 0     |
| Calp Despierta (CADE)                    | 57      | 0,8 %         | 0     |

Bei Somos Calpe, Defendamos Calp und Calp Despierta handelt es sich um Parteien, deren Tätigkeit sich auf eine Gemeinde beschränkt (also um „Stadtparteien“), die nach spanischem Recht zulässig sind. Somos Calpe ist eine Abspaltungen von der PP.
Bürgermeisterin Ana Sala (Somos Calpe), regiert die Stadt in einer Koalition mit PSO und Compromís.

## Sehenswürdigkeiten

### Penyal d’Ifac

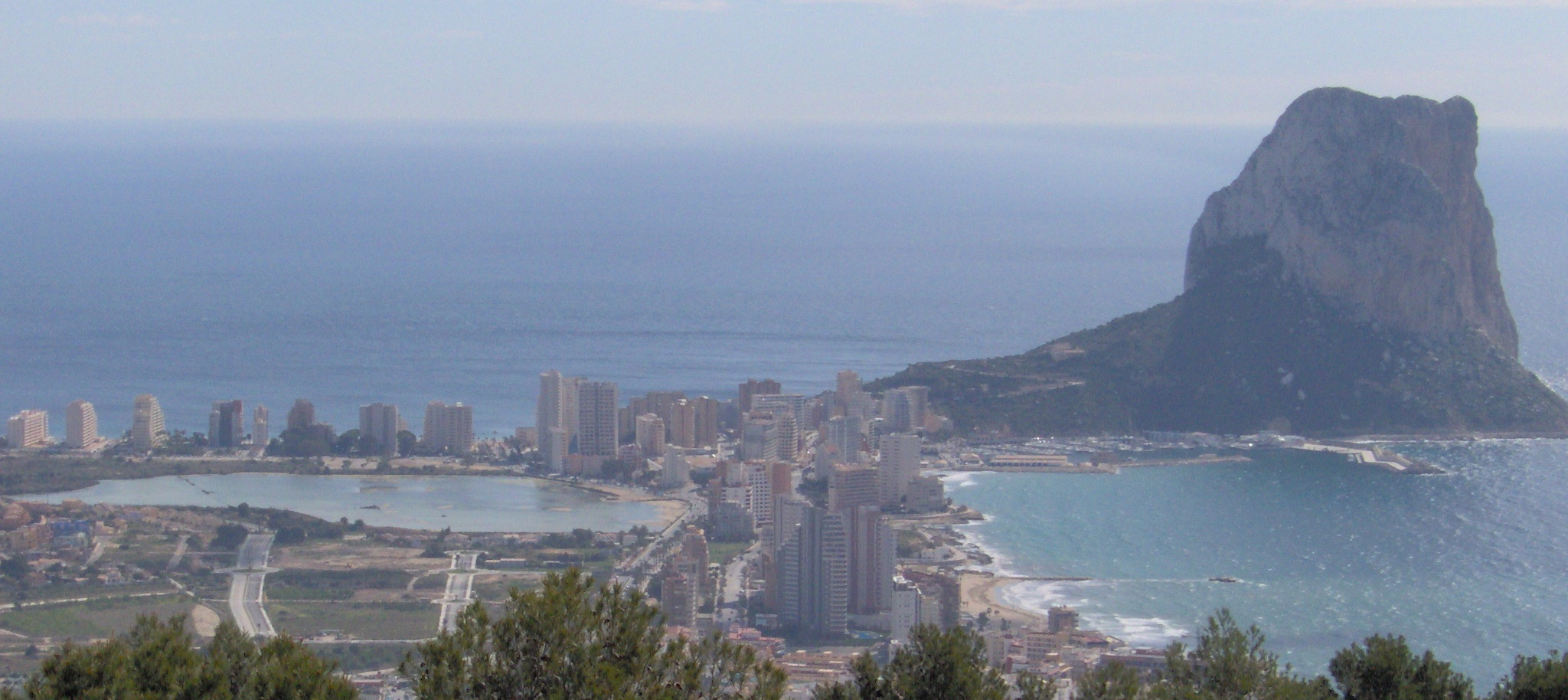
Der Penyal d’Ifac mit dem Salzsee

Das Wahrzeichen von Calp ist der 332 m hohe Felsen Penyal d’Ifac (spanisch: Peñón de Ifach). Der Felsen ist durch einen schmalen Landstreifen mit dem Festland verbunden und steht unter Naturschutz. Es existiert ein Wanderweg bis zum Gipfel. Dieser führt zunächst gut ausgebaut bis zum Fuß der fast senkrecht ansteigenden Nordflanke hinauf. Von dort gelangt man durch einen kleinen, im 20. Jh. angelegten Tunnel auf die Nordostflanke, über die der Aufstieg bis zum Gipfel möglich ist.
Unterhalb des Penyal liegt die Ausgrabungsstätte Poble d’Ifac, wo seit 2005 in jährlichen Grabungskampagnen des Archäologischen Museums Alicante die Reste der mittelalterlichen Siedlung aus dem 13. und 14. Jh. freigelegt werden. Es handelt sich um eine der bedeutendsten archäologischen Fundstätten der Provinz Alicante.

### Strände

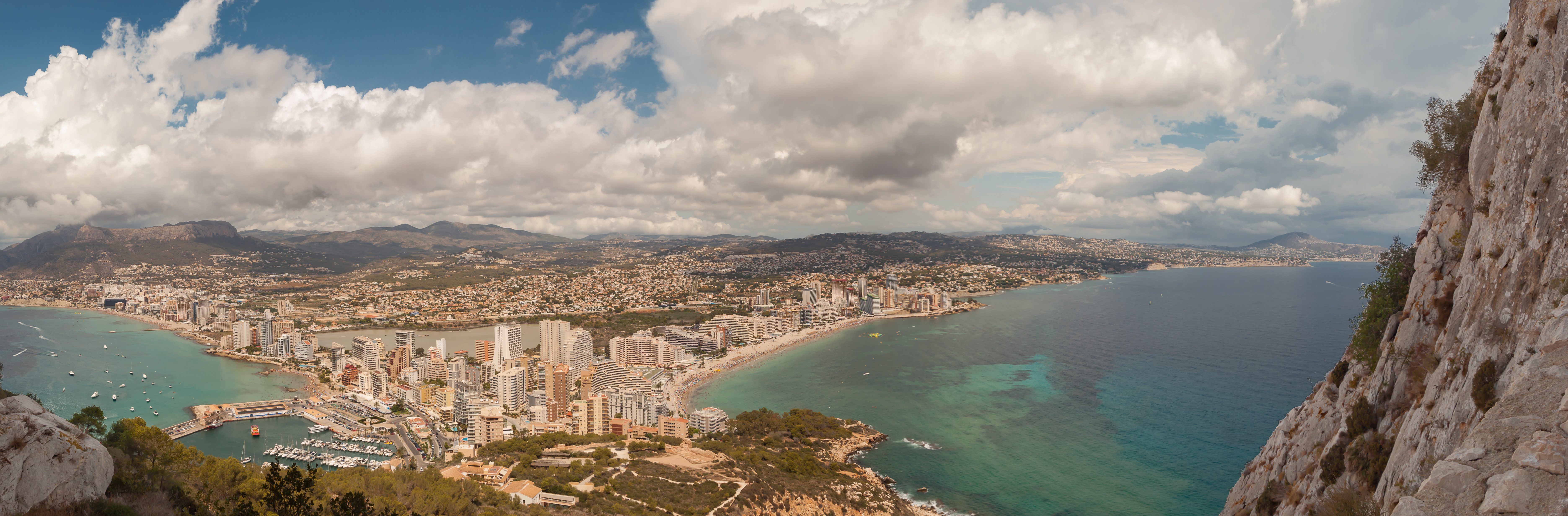
Die Hauptstrände von Calp: Playa del Arenal-Bol (links) und Playa de la Fosa (rechts)

Calp verfügt über zwei große Sandstrände: die 1,5 km lange Platja del Arenal-Bol an der Bucht von Calp südlich des Stadtzentrums und die 900 Meter lange Platja de La Fossa nördlich des Penyal d’Ifac. Daneben gibt es einige kleinere Sandstrände und mehrere kleine Buchten (calas) mit Kies- oder Felsstränden.

### Salzsee
Hinter der Landzunge, die den Penyal d’Ifac mit dem Festland verbindet, liegt ein ca. 20 Hektar großer Salzsee. Es handelt sich um eine durch zwei Nehrungen vom Meer abgetrennte Lagune. Hier wurde vermutlich schon in der Antike Salz gewonnen. Die Meerwassersaline war bis 1998 in Betrieb. Heute steht das Gewässer unter Naturschutz und dient vor allem Vögeln, darunter auch einer großen Kolonie Flamingos, als Lebensraum.

### Altstadt

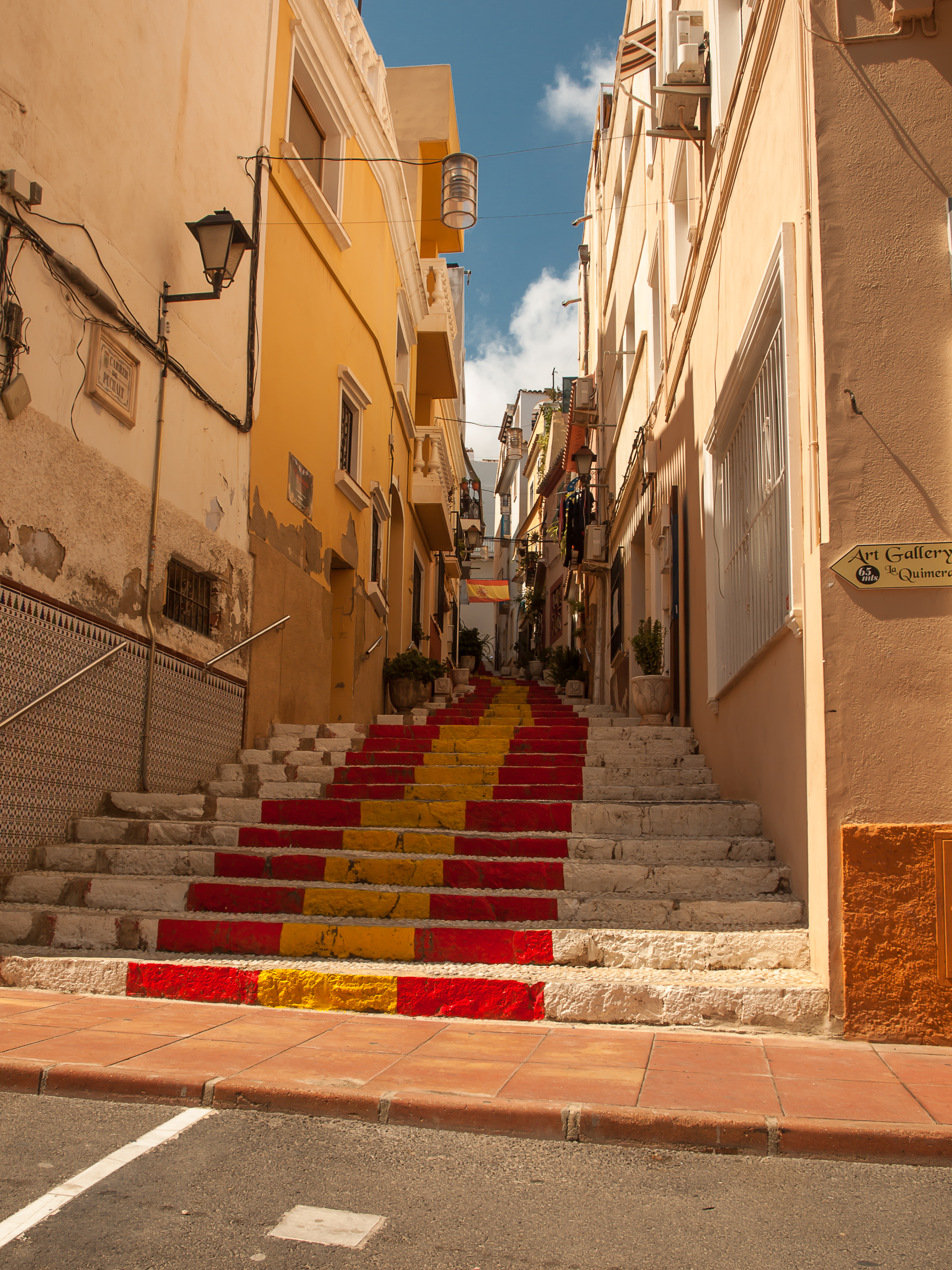
Die Carrer de Puchalt in der Altstadt

Den Mittelpunkt der Altstadt mit ihren schmalen Gassen bildet die Plaza de la Villa, an der die Pfarrkirche Nuestra Señora de las Nieves (Maria-Schnee-Kirche) liegt, die aus einem modernen Teil (70er Jahre des 20. Jh.) und der alten Festungskirche (15. Jh.) besteht. Außerdem existiert ein restaurierter Abschnitt der mittelalterlichen Stadtmauer mit einem Wehrturm, dem Torreó de la Peça. Einige der Gassen, die den Altstadthügel hinaufführen, sind als Treppen angelegt, darunter die Carrer de Puchalt, die mit ihren in den spanischen Nationalfarben bemalten Stufen ein beliebtes Fotomotiv ist.

### Bofill-Gebäude

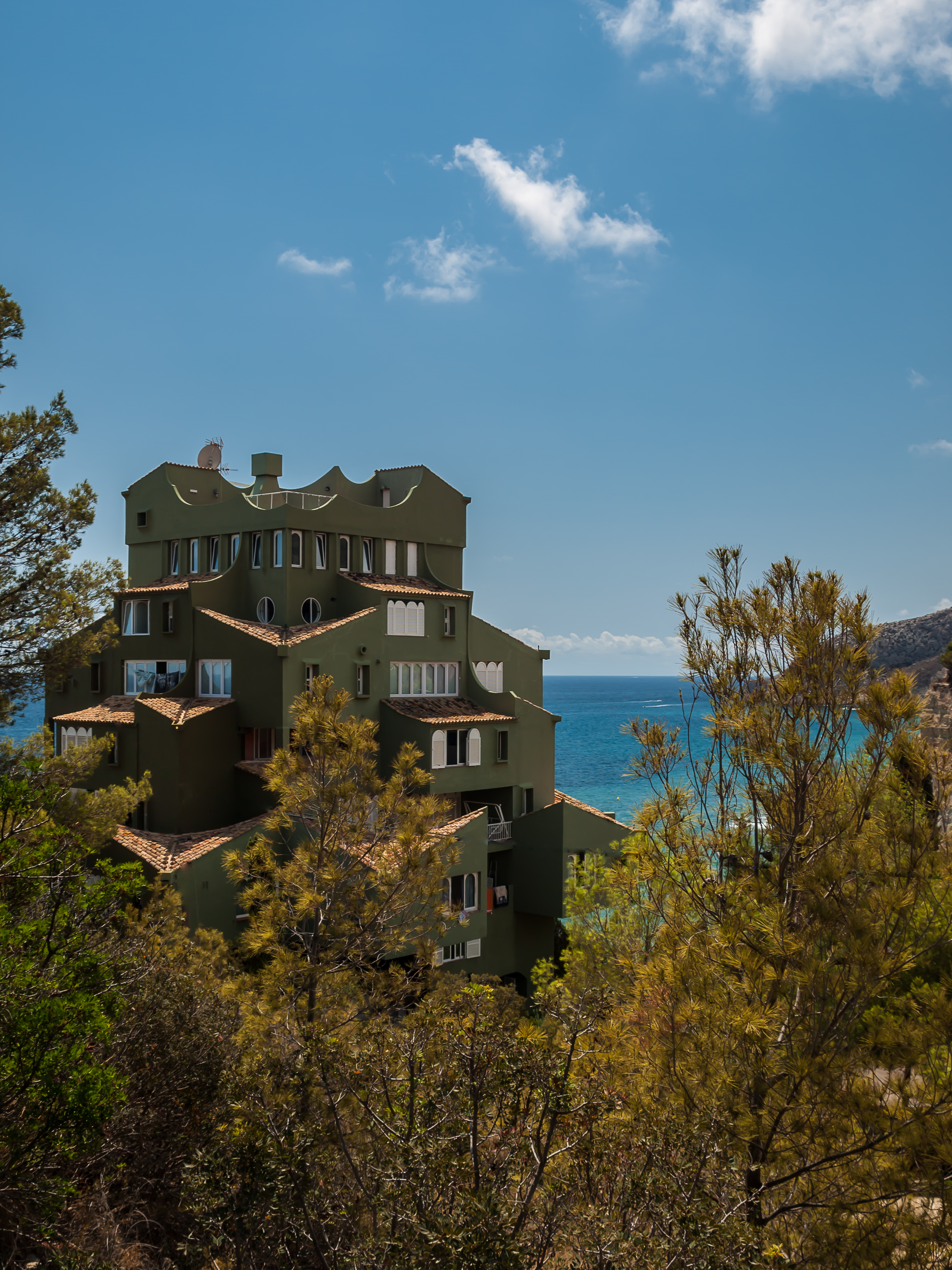
Edificio Xanadú von Ricardo Bofill

Westlich des Zentrums liegen oberhalb der kleinen Bucht Cala La Manzanera drei postmoderne Appartementgebäude, bei denen es sich um frühe Werke des Architekten Ricardo Bofill handelt: die Muralla Roja, Xanadú und Anfiteatro.

### Baños de la Reina
Am östlichen Ende der Platja del Arenal-Bol liegt mit den Baños de la Reina („Bäder der Königin“) eine archäologische Fundstätte aus römischer Zeit. Der Name leitet sich von einem 165 m² großen, aus dem Uferfelsen gehauenen Wasserbecken ab, das über vier Kanäle mit dem Meer verbunden ist. Der Legende nach soll es sich dabei um die Bäder einer Maurenkönigin handeln, tatsächlich stammt das Becken jedoch aus römischer Zeit und diente als Fischzuchtanlage. Oberhalb dieses Beckens liegen die ausgegrabenen Überreste einer römischen Siedlung (vicus), wahrscheinlich aus dem ersten nachchristlichen Jahrhundert, die auch über eine Therme verfügte.

### Lonja
Im Hafen liegt die Fischauktionshalle (Lonja), in der montags bis freitags ab 17 Uhr der Fang der calpinischen Fischer versteigert wird.

## Feste
Das Patronatsfest findet Ende Juli/Anfang August statt. Das anderthalbwöchige Festprogramm erstreckt sich um den Maria-Schnee-Gedenktag (5. August). Es umfasst u. a. eine Prozession und Stierläufe (Bous al Carrer).
Eine weitere bedeutende Festlichkeit sind die Moros y Cristianos, die in Erinnerung an den Korsarenüberfall von 1744 alljährlich im Oktober gefeiert werden.

## Verkehrsinfrastruktur
Die Küstenautobahn streift zwar im äußersten Westen das Gemeindegebiet, über eine eigene Autobahnausfahrt verfügt Calp jedoch nicht. Wichtigste Verkehrsader ist daher die Nationalstraße N-332, über die man nach Altea und nach Benissa und damit zu den nächsten Autobahnausfahrten gelangt. Die Regionalstraße CV-746 führt von Calp der Küste entlang in Richtung Moraira.
Außerdem verfügt Calp über einen Bahnhof an der Schmalspur-Küstenbahn, die Dénia mit Alicante verbindet.
Neben dem Haupthafen unterhalb des Penyal d’Ifac, der sowohl als Fischerei- als auch als Sporthafen genutzt wird, existiert mit dem Puerto Blanco im Westen der Bucht von Calp ein weiterer kleiner Sporthafen, der jedoch seit 2016 nicht mehr in Betrieb ist.
Die beiden Verkehrsflughäfen von Alicante und Valencia liegen 70 bzw. 125 Kilometer von Calp entfernt.

## Partnerschaften
Es besteht eine internationale Städtepartnerschaft mit der rheinland-pfälzischen Stadt Oppenheim und eine inner-spanische mit El Puerto de Santa María (Provinz Cádiz).

## Persönlichkeiten
- Erwin Nievergelt (1929–2018), Schweizer Ökonom und Schachspieler, lebte in Calp
- Roy Black (1943–1991) besaß einige Häuser in Calp